# Triton (bateau)
Le Triton est un navire français d'exploration archéologique affecté au service du DRASSM, service créé par André Malraux en 1966. Il a été livré en décembre 2016.

## Historique
Le Triton est le second navire du DRASSM après l’André Malraux daté de 2012
et avant l’Alfred Merlin livré en 2021.
La livraison a eu lieu en décembre 2016.

## Descriptif
Le navire est conçu par Mauric et construit par le chantier naval iXblue à La Ciotat.

## Capacités d'exploration
Le Triton est destiné à des opérations en Méditerranée.

## Capacités d'accueil
La capacité d'accueil du navire est de 10 personnes : 8 spécialistes et 2 marins.

## Objectifs
Le navire a comme  objectif de pallier les absences de l'André Malraux lors des expéditions en Atlantique, Manche ou mer du Nord.